# Ivo Strejček
Ivo Strejček (ur. 11 stycznia 1962 w Nové Město na Moravě) – czeski polityk i pedagog, deputowany do Parlamentu Europejskiego VI i VII kadencji.

## Życiorys
Ukończył studia na Wydziale Pedagogiki na Uniwersytecie Jana Ewangelisty Purkyniego w Brnie. Pracował jako nauczyciel, prowadził też własną działalność gospodarczą. Od 1992 należy do Obywatelskiej Partii Demokratycznej. W latach 1998–2002 był członkiem zarządu miasta Zdziar nad Sazawą. W okresie 1996–1997 pełnił funkcję rzecznika prasowego premiera Czech, a od 2002 do 2004 doradcy wiceprzewodniczącego Izby Poselskiej.
W 2004 z listy ODS został europosłem, w wyborach w 2009 z powodzeniem ubiegał się o reelekcję. W VII kadencji przystąpił do grupy Europejskich Konserwatystów i Reformatorów, został członkiem Komisji Gospodarczej i Monetarnej. W PE zasiadał do 2014.